# آنتوان پازور
آنتوان پازور (انگلیسی: Antoine Pazur; ۳ ژانویهٔ ۱۹۳۱ – ۲۰ اکتبر ۲۰۱۱) بازیکن فوتبال اهل فرانسه بود.
از باشگاه‌هایی که در آن بازی کرده‌است می‌توان به باشگاه فوتبال والنسین و باشگاه فوتبال لیل اشاره کرد.
وی همچنین در تیم ملی فوتبال فرانسه بازی کرده‌است.